# Jean-Pierre Côté
Jean-Pierre Côté, né le 9 janvier 1926 à Montréal et mort dans la même ville le 10 juillet 2002, est un homme politique canadien. Il est lieutenant-gouverneur du Québec de 1978 à 1984.

## Biographie
Fils d'Émile Côté et de Cédia Roy, Jean-Pierre Côté étudie pour devenir technicien dentaire à l'École polytechnique de denturologie de Montréal.
Le 31 juillet 1948, il se marie avec Marie Anne Germaine Tremblay (17 septembre 1922- 31 janvier 2011). Ils ont huit enfants : Andrée, Gilbert, Danielle, Robert, Paul, Hélène, Jocelyne, Isabelle.
À l'élection fédérale de 1963, il est élu dans la circonscription de Longueuil en tant que candidat du Parti libéral du Canada. Il est réélu en 1965 et de nouveau en 1968. Il occupe plusieurs fonctions ministérielles dont ministre des postes, ministre du Revenu national, ministre sans portefeuille et ministre des Communications. Il ne se représente pas à l'élection de 1972.
En 1972, il est nommé au sénat par le premier ministre Pierre Elliott Trudeau pour représenter Kennebec, au Québec. En 1978, il est nommé lieutenant-gouverneur du Québec. Il sert jusqu'en 1984.
Ses funérailles sont tenues à la cocathédrale Saint-Antoine-de-Padoue de Longueuil.

## Artiste
Il est aussi un artiste-peintre paysagiste reconnu et ses toiles sont prisées des collectionneurs.

## Distinctions
1992 -  Officier de l'Ordre du Canada